# Дэвис, Джефферсон
Дже́фферсон Фи́нис Дэ́вис (Дейвис; англ. Jefferson Finis Davis, 3 июня 1808 — 6 декабря 1889) — американский военный, государственный и политический деятель, первый и единственный президент Конфедеративных Штатов Америки во время Гражданской войны в США.
Родился в штате Кентукки в семье фермера и вырос на хлопковых плантациях брата в Миссисипи и Луизиане. Окончил Военную академию США в Вест-Пойнте; шесть лет служил в звании лейтенанта в армии, позже вернулся туда добровольцем для участия в Американо-мексиканской войне, где командовал полком. Был военным министром при президенте Пирсе, а также сенатором от штата Миссисипи.
Дэвис, владелец крупной хлопковой плантации и значительного количества рабов, был хорошо известен как сторонник рабовладения. Он выступал против сепаратизма, однако поддерживал идею суверенности штатов. 18 февраля 1861 года Дэвис вступил в должность президента Конфедеративных Штатов Америки и занимал её в течение Гражданской войны в США вплоть до своего ареста 10 мая 1865 года. Был обвинён в государственной измене, однако так и не предстал перед судом и через два года был освобождён.
Взяв под личный контроль военные планы Конфедерации, Дэвис не смог победить более многолюдный и промышленно развитый Союз северных штатов. Его дипломатические усилия не получили признания других стран. Он уделял слишком мало внимания ослабевающей экономике Конфедерации; правительство печатало всё больше и больше бумажных денег для покрытия военных расходов, что в итоге привело к неконтролируемой инфляции и девальвации доллара Конфедерации. Многие историки полагают, что личные недостатки Джефферсона Дэвиса сыграли важную роль в судьбе Конфедерации. Постоянная концентрация внимания на мелочах, нежелание делегировать полномочия, распри с губернаторами штатов, пренебрежение гражданскими делами в пользу военных, сопротивление общественному мнению работали против него. Историки сходятся во мнении, что в результативности ведения войны Дэвис сильно уступал своему противнику, Аврааму Линкольну.
Будучи в силу действия Четырнадцатой поправки лишён возможности занимать государственные должности после войны, Дэвис в дальнейшем вёл жизнь частного лица. К 1881 году он завершил работу над мемуарами под названием «Взлёт и падение правительства Конфедерации». К концу 1880-х годов стал содействовать примирению, призывая южан быть более лояльными к федеральной власти. Умер 6 декабря 1889 года.

## Происхождение, детство и начало военной карьеры
Дэвисы эмигрировали в Северную Америку из Сноудонии, региона на севере Уэльса, в начале 1700-х годов. После прибытия в Филадельфию Эван, дед Джефферсона по отцовской линии, поселился в Джорджии и женился на Мэри Эмори Уильямс, вдове с двумя детьми. В 1756 году родился Самуэль Эмори Дэвис, отец Джефферсона. Во время войны за независимость он служил в Континентальной армии вместе с двумя старшими сводными братьями. В 1783 году, после войны, Самуэль женился на Джейн Кук из округа Кристиан штата Кентукки. В 1793 году семья переехала в Кентукки. У Самуэля и Джейн было десять детей; Джефферсон был последним. Он родился на ферме Дэвисов в Фэрвью 3 июня. Год его рождения точно неизвестен; в течение многих лет Дэвис называл 1807 год, но под конец жизни начал указывать вместо этого 1808-й. Самуэль был ещё молодым человеком, когда в 1776 году будущий 3-й президент США Томас Джефферсон составил текст Декларации независимости. Самуэль Дэвис, поклонник Томаса Джефферсона, назвал своего последнего сына в его честь. Авраам Линкольн, будущий противник Дэвиса, родился на год или два позже менее чем в 100 милях (160 км) к северо-востоку. В начале XX века недалеко от места рождения Дэвиса был установлен монумент в его честь.
Семья Дэвиса после рождения Джефферсона дважды переезжала с места на место: в 1809 году в Сент-Мэри (территория Луизиана), а менее чем через год в округ Уилкинсон штата Миссисипи. Трое из старших братьев Джефферсона принимали участие в англо-американской войне 1812—1815 годов. В 1813 году Дэвис начал своё образование в местной школе, недалеко от семейной хлопковой плантации. Два года спустя Джефферсон, росший в протестантской семье, поступил в доминиканскую католическую школу имени святого Фомы Аквинского в Спрингфилде (Кентукки); биограф Дэвиса Х. Строд указывает, что на определённом этапе тот оказался единственным протестантом среди учеников. После католической школы Дэвис продолжил обучение в Академии округа Уилкинсон в маленьком городке Вудвилл, Джефферсонском колледже в Миссисипи и Трансильванском университете в Лексингтоне. Его отец умер 4 июля 1824 года, когда Джефферсону было 16 лет; мать прожила ещё два десятка лет, скончавшись в октябре 1845 года.
В том же 1824 году по представлению конгрессмена от Миссисипи Кристофера Ранкина Дэвис поступил в военную академию Вест-Пойнт. В Вест-Пойнте Дэвис не отличался ни высокими отметками, ни образцовым поведением, регулярно получал дисциплинарные взыскания и в первые годы учёбы несколько раз едва не был отчислен. Он окончил академию в 1828 году, став 23-м в рейтинге успеваемости среди 33-х выпускников, и был направлен в 1-й пехотный полк в звании второго лейтенанта. Полк размещался в Форт-Кроуфорд на территории Висконсин. Закари Тейлор, будущий президент США, принял командование этой военной базой в начале 1829 года, незадолго до прибытия туда Дэвиса. В марте 1832 года Джефферсон вернулся в Миссисипи в свой первый отпуск с начала службы. Когда началась война Чёрного Ястреба, он находился в Миссисипи и вернулся в Висконсин только в августе. Полковник Тейлор поручил ему сопровождать Чёрного Ястреба, военного вождя индейского племени сауков, в тюрьму. Позже вождь отметил в своей автобиографии, что Дэвис обращался с ним «с большей добротой», чем можно было ожидать заключённому.
4 марта 1833 года Дэвис получил звание первого лейтенанта и был зачислен в 1-й драгунский полк.

## Первый брак и начало политической карьеры

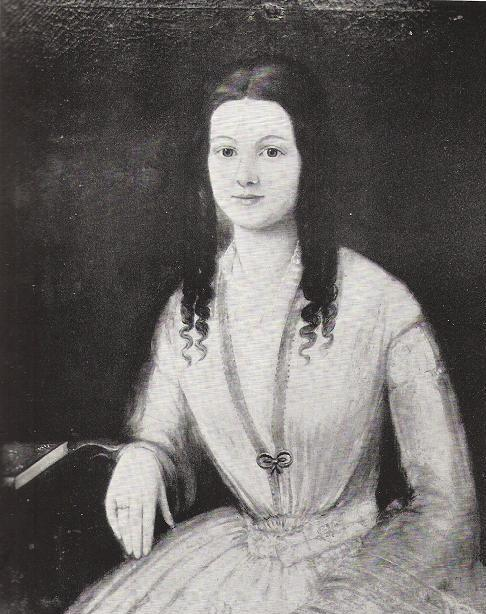
Сара Нокс Тейлор в возрасте 16 лет

В ходе службы в Форт-Кроуфорде Дэвис влюбился в дочь полковника Тейлора Сару. Сара и Джефферсон просили разрешения на брак у полковника Тейлора, однако тот отказал молодому лейтенанту, так как не хотел, чтобы его дочь жила тяжёлой жизнью жены военного, которую к тому времени уже избрала для себя её старшая сестра Анна. Этот отказ совпал по времени с неприятностями по службе — в марте 1835 года Дэвис предстал перед трибуналом по обвинению в неподчинении приказу командира. Хотя лейтенант Дэвис был оправдан, этот случай также заставил его задуматься о том, хочет ли он продолжать военную карьеру. Тогда Дэвис решил посоветоваться со своим старшим братом Джозефом, и они пришли к выводу, что служба в армии не столь уж важна для Джефферсона. Любовь к Саре оказалась сильней карьерных амбиций, и Дэвис подал в отставку. Несмотря на возражения полковника Тейлора, он женился на Саре 17 июня в Луисвилле, а 30 июня уже вышел в отставку в чине лейтенанта.
Джозефу Джефферсону принадлежала плантация с более чем ста рабами, а также 730 гектаров земель вдоль реки Миссисипи, известных как «Брайерфилд». Джозеф отдал эти земли в пользование брату, который в дальнейшем построил на них свою хлопковую плантацию. В августе 1835 года Джефферсон и Сара отправились на юг к его сестре Анне. Они хотели провести жаркие летние месяцы в деревне с пользой для здоровья, но оба заразились малярией или жёлтой лихорадкой. 15 сентября 1835 года, после всего трёх месяцев замужества, Сара умерла в возрасте 21 года. Дэвис также был тяжело болен, и семья опасалась за его жизнь. Только через месяц после смерти Сары он постепенно стал выздоравливать.
В конце 1835 года для восстановления здоровья Дэвис отплыл из Нового Орлеана в Гавану. Его сопровождал Джеймс Пембертон, его единственный на тот момент раб. На Кубе Дэвис наблюдал за испанскими военными и делал зарисовки в альбоме. Никакие обстоятельства не указывали на то, что им движет что-то помимо любопытства, но местные власти знали, что Дэвис — бывший армейский офицер, и предупредили его, чтобы он прекратил свои наблюдения. Скучающий и почувствовавший себя несколько лучше Дэвис приобрёл билет на корабль до Нью-Йорка, а затем поехал в Вашингтон. Вскоре после этого он вместе с Пембертоном вернулся в Миссисипи.
В память о Саре первые несколько лет после её смерти Джефферсон провёл затворником. Он вычищал выделенный ему братом земельный участок и развивал плантацию на нём, изучал историю и экономику.  Купив десяток тщательно отобранных рабов для работы в поле, он назначил Пембертона надсмотрщиком. В конце 1830-х годов Джефферсон всё чаще проводил время в политических дискуссиях с Джозефом. До этого времени он не интересовался политикой, но довольно скоро стал разделять увлечённость брата законодательной властью и выборами в штате. В это время политическая борьба между Демократической партией и Партией вигов разделила американцев на два политических лагеря. Братья примкнули к демократам.
В 1840 году Дэвис впервые проявил активность в политике. Он принял участие в заседании Демократической партии в Виксберге и, к своему удивлению, был выбран делегатом на съезд партии в Джэксоне, столице штата Миссисипи. В 1842 году он принял участие в съезде Демократической партии и в 1843 году стал кандидатом от округа Уоррен в Палату представителей, не сумев, однако, выиграть свои первые выборы в округе, традиционно поддерживавшем вигов. В 1844 году Дэвис, чей интерес к политической деятельности продолжал расти, был отправлен на съезд в третий раз и стал одним из шести представителей в коллегию выборщиков на президентские выборы 1844 года. Благодаря усилиям Дэвиса и его соратников штат Миссисипи сохранил верность демократам, поддержав кандидата от этой партии Джеймса Полка.

## Вторая жена и семья

Свадебная фотография Джефферсона и Варины Дэвис, 1845 год

В 1844 году Дэвис познакомился с семнадцатилетней Вариной Хоуэлл, которую его брат Джозеф пригласил на Рождество. Она была представительницей семьи влиятельных вигов, внучкой губернатора Нью-Джерси Ричарда Хоуэлла. Через месяц после первой встречи 35-летний вдовец Дэвис предложил Варине выйти за него замуж, и они обручились, несмотря на первоначальные опасения родственников по поводу его возраста и политических убеждений. Свадьба состоялась 26 февраля 1845 года в доме родителей невесты. В это время Дэвис дал себя уговорить снова стать кандидатом на одно из четырёх мест, отведённых Миссисипи в Палате представителей, и начал кампанию на всей территории штата, завершившуюся победой.
У Джефферсона и Варины было шестеро детей, трое из которых не дожили до совершеннолетия.
- Самуэль Эмори родился 30 июля 1852 года и был назван в честь деда, но 30 июня 1854 года умер от болезни, которую не удалось диагностировать[39].
- Маргарет Хоуэлл родилась 25 февраля 1855 года[40] и стала единственной из детей Дэвиса, кому удалось вступить в брак и создать свою семью; она также стала единственной из шести детей Джефферсона и Варины, пережившей обоих родителей[41].
- Джефферсон Дэвис-младший родился 16 января 1857 года[42]. Скончался 16 октября 1878 года в возрасте 21 года во время эпидемии жёлтой лихорадки в долине реки Миссисипи[43].
- Джозеф Эван родился 18 апреля 1859 года; умер 30 апреля 1864 года в пять лет в результате случайного падения[44].
- Уильям Хоуэлл родился 6 декабря 1861 года и был назван в честь отца Варины; умер 16 октября 1872 года от дифтерии в возрасте 10 лет[45].
- Варина Энн (Винни), прозванная «Дочерью Конфедерации», родилась 27 июня 1864, года через несколько месяцев после смерти её брата Джозефа. Её романтические отношения с молодым янки Фредом Уилкинсоном, отпрыском семейства известных республиканцев-аболиционистов, не закончились браком из-за яростного противодействия друзей семьи Дэвисов и недостаточной финансовой самостоятельности Фреда, и Винни так никогда и не вышла замуж. Она умерла 18 сентября 1898 года в возрасте 34 лет[46][47].

Сам Джефферсон Дэвис на протяжении большей части жизни испытывал проблемы со здоровьем. Несколько раз он подхватывал малярию, получил несколько ранений в ходе американо-мексиканской войны, страдал от заболевания глаз, не позволявшего ему переносить яркий свет. Кроме того, у него была невралгия тройничного нерва.

## Американо-мексиканская война
В 1846 году разразился военный конфликт между США и Мексикой. Война явилась результатом территориальных споров между Мексикой и США после присоединения Техаса к Соединённым Штатам в 1845 году. В июне 1846 года Дэвис добровольцем вступил в армию и принял командование Первым миссисипским полком, снова оказавшись под началом своего прежнего командира, теперь уже генерала Закари Тейлора. 21 июля полк выдвинулся из Нового Орлеана в Техас. В стремлении к большей эффективности Дэвис стремился вооружить свой полк винтовками «M1841 Миссисипи». В то время основным оружием пехоты всё ещё оставались гладкоствольные ружья, и любое нарезное стрелковое оружие считалось особенным. Президент Джеймс Полк пообещал Дэвису дать такое оружие. Генерал Уинфилд Скотт возражал на том основании, что новое оружие было недостаточно испытано, однако Дэвис настоял на своём, упомянув также и обещание президента. В результате его полк был вооружён новыми винтовками, что сделало его особенно эффективным в бою. Полк стал известен как «Стрелки Миссисипи» (англ. Mississippi Rifles, где rifles — слово, обозначающее как собственно винтовки, так и стрелков, вооруженных ими), потому что стал первым подразделением, полностью укомплектованным новым видом оружия. Однако самому Дэвису его упорство стоило пожизненной вражды со Скоттом. Их взаимная ненависть усилилась после президентских выборов 1852 года, на которых Скотт был соперником, а Дэвис — сторонником Франклина Пирса, а затем в период работы Дэвиса в военном министерстве, где его реформы внесли коренные изменения в организацию вооружённых сил, а сам он всячески старался выжить старого врага из армии. Дэвис называл Скотта «сварливым, спесивым, капризным, тщеславным и заносчивым», а тот в свою очередь писал, что Дэвис заразен для всего, к чему прикасается.
В сентябре Дэвис принял участие в битве при Монтеррее, в которой мексиканская армия генерала Педро де Ампудьи потерпела поражение от американских войск под командованием Закари Тейлора. В ходе сражения полк Джефферсона сумел овладеть фортом Ла Тенерия. 22 февраля 1847 года Дэвис сражался в битве при Буэна-Висте, в которой американская армия, используя артиллерию, разгромила значительно превосходящие её по численности мексиканские войска. Сам Дэвис получил пулевое ранение в ногу и под обстрелом вынесен с поля боя Робертом Чилтоном. В целом во время войны «Винтовки Миссисипи» постоянно оказывались в самой гуще сражения и в итоге понесли самые высокие потери из всех добровольческих подразделений американской армии — 59 человек из их состава пали в бою. 17 мая президент Полк предложил Дэвису звание бригадного генерала. Дэвис, однако, отказался от назначения, заявив, что согласно конституции производство в чин в добровольческих частях проводится непосредственно штатами, а не на федеральном уровне.

## Сенат и военное министерство

### Сенатор

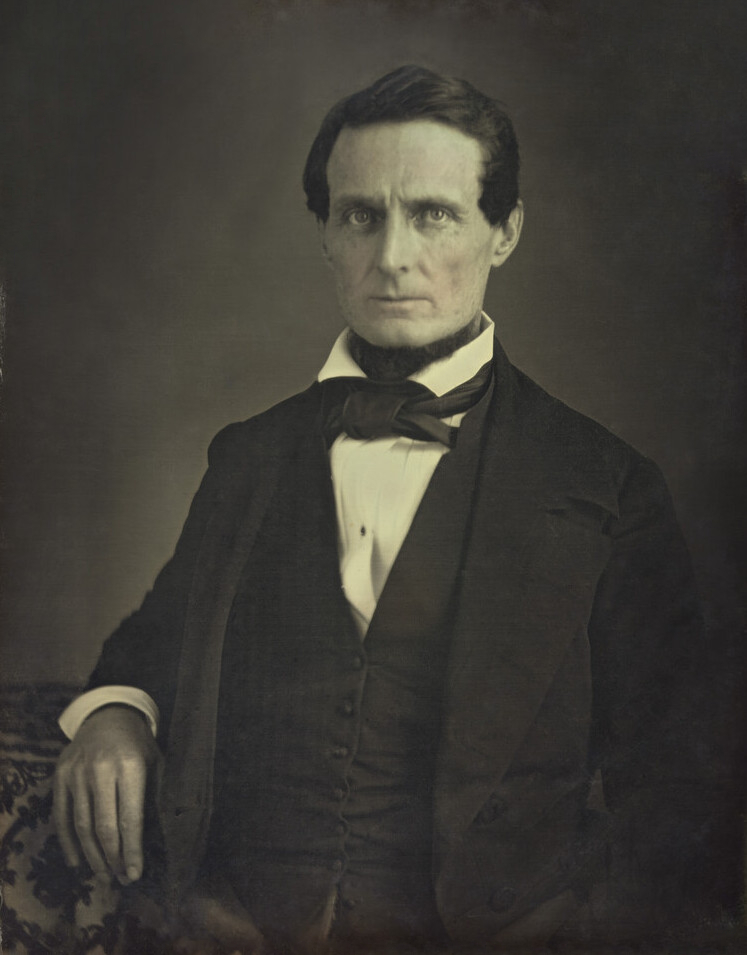
Джефферсон Дэвис в возрасте около 39 лет, 1847 год

Отмечая военные заслуги Дэвиса, губернатор штата Миссисипи Альберт Браун предложил ему занять место сенатора Джесси Спейта, скончавшегося 1 мая 1847 года. 5 декабря Дэвис временно занял эту должность, а в январе 1848 года был избран на срок в два года. В декабре, во время 30-го Конгресса США, он был назначен членом правления Смитсоновского института, а также вошёл в состав сенатского комитета по военным делам.
С самого начала пребывания в Сенате Дэвис зарекомендовал себя как сторонник прав штатов и убеждённый апологет рабовладения. В 1848 году он вынес на голосование поправку (первую из нескольких) к мирному договору Гвадалупе-Идальго между Мексикой и США, которая предполагала аннексию части территории северо-восточной Мексики. По результатам голосования только 11 сенаторов поддержали эту поправку, в то время как 44 (включая большинство лидеров его собственной фракции) голосовали против, и она не была принята. Выступая против законодательного запрета на рабовладение на создававшейся в 1848 году территории Орегон (а также в Калифорнии, чьё вхождение в США на правах штата обсуждалось в 1849 году), Дэвис в то же время боролся за территориальное и демографическое усиление той части США, где рабство было частью социальной системы.
В этом же году Дэвис заявил, что весь Мексиканский залив должен стать внутренними водами США, а Куба должна быть включена в состав США, чтобы «увеличить число рабовладельческих избирательных округов». Также сенатора беспокоили испанские владения, располагавшиеся в нескольких милях от побережья Флориды. В связи с этим заявлением он получил летом следующего года необычное предложение. Когда группа кубинских революционеров во главе с венесуэльским авантюристом Нарсисо Лопесом вознамерилась освободить Кубу от испанского господства, командующим армии вторжения сначала был выбран генерал Уильям Уорт, но он умер прежде, чем успел принять окончательное решение. Тогда летом 1849 года Лопес посетил Дэвиса и предложил ему возглавить операцию, предложив оплату в размере 100 000 долларов США (более 2 млн долларов по курсу 2013 года) и ещё столько же, когда Куба будет освобождена. Дэвис отклонил предложение, заявив, что это не согласуется с его постом сенатора. Рекомендованный Дэвисом Роберт Ли также отказался от предложения Лопеса.
3 декабря 1849 года, в ходе первой сессии 31-го Конгресса, сенат назначил Дэвиса председателем комитета по военным делам. 29 декабря он был избран в Сенат на полный шестилетний срок, но в сентябре 1851 года, менее чем через год после начала этого срока, ушёл в отставку, чтобы баллотироваться на пост губернатора штата Миссисипи. Проиграв выборы другому сенатору от штата Миссисипи Генри Футу с разрывом менее чем в тысячу голосов, Дэвис тем не менее продолжил свою политическую деятельность. В январе 1852 года принял участие в конвенции по правам штатов в Джэксоне. В течение нескольких недель перед президентскими выборами 1852 года он выступал в многочисленных южных штатах в поддержку кандидатов от демократической партии Франклина Пирса и Уильяма Кинга.

### Военный министр

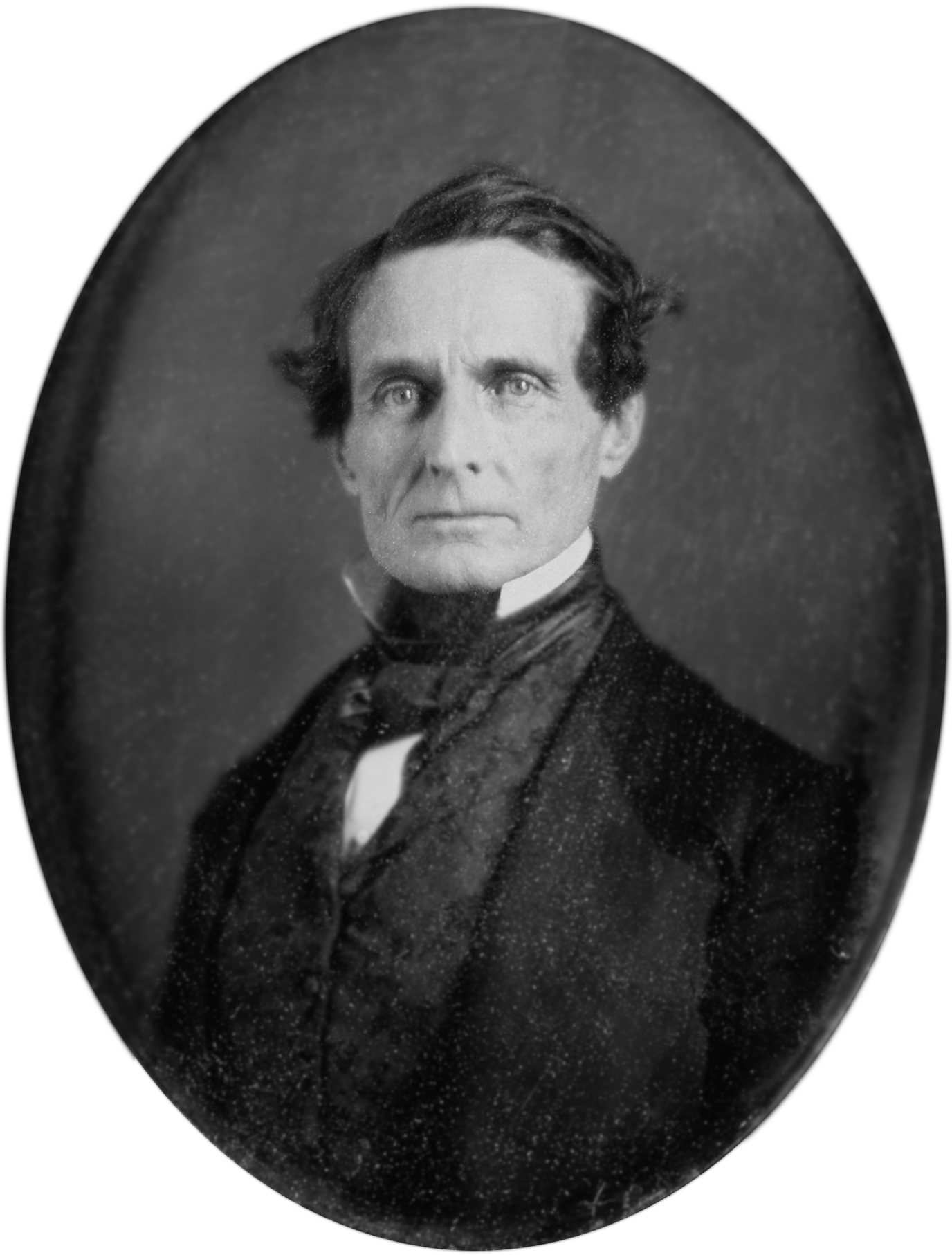
Джефферсон Дэвис в возрасте около 45 лет, 1853 год

В 1853 году Франклин Пирс, победивший на президентских выборах, назначил Дэвиса военным министром. В этом качестве тот занялся изучением возможных маршрутов для предлагаемой трансконтинентальной железной дороги через Соединённые Штаты — проекта, который он считал ключевым для развития и обороноспособности западных территорий. В том же 1853 году он способствовал приобретению у Мексики территории площадью 120 000 км², в настоящее время составляющей часть штатов Аризона и Нью-Мексико. Новые земли должны были обеспечить более лёгкий маршрут для новой железной дороги. Администрация Пирса одобрила покупку, и в декабре новые территории вошли в состав США.
Новый министр пересмотрел ряд вопросов, непосредственно касающихся боеспособности армии. В частности, Дэвис настаивал, что размер регулярной армии недостаточен для выполнения её задач, а также предложил повысить оплату солдатам, чего не случалось уже более 25 лет. Конгресс одобрил увеличение заработной платы и создание четырёх новых полков. Результатом стало увеличение численности армии с примерно 11 000 до 17 000 военнослужащих, из которых постоянно находились в боевой готовности 15 000. Именно при Дэвисе американская армия перешла на нарезное оружие, успешно опробованное его полком во время американо-мексиканской войны. Широкое распространение получила новая пуля Минье, использовавшаяся впоследствии обеими сторонами во время Гражданской войны. Был сформирован отдельный медицинский корпус, заложены новые форты в ключевых регионах. В результате принятия этих мер были улучшены боевой дух и боеспособность армии. В то же время во время пребывания на посту министра Дэвис был ответственным за несколько неудачных проектов. В частности, в бытность министром он занялся воплощением в жизнь своего давнего сенатского проекта о внедрении в пустынных районах Юго-Запада верблюжьей кавалерии. Верблюжий корпус был создан и просуществовал до 1866 года, но так никогда и не был использован для борьбы с индейцами или других военных действий; тем не менее Дэвис и через четверть века после этого рассматривал его создание как один из своих успехов на посту министра. Другой идеей Дэвиса было размещение на фронтире артиллерийских подразделений. Командир одного из таких подразделений, капитан Брэкстон Брэгг, направленный «гонять индейцев с шестифунтовками», был настолько возмущён пустой, на его взгляд, тратой ресурсов, что подал в отставку и надолго сохранил враждебное отношение к Дэвису (впоследствии, однако, тот сумел оценить военные таланты Брэгга и во время Гражданской войны сделал его одним из ведущих генералов Конфедерации).
Дэвис также занимался организацией общественных работ, когда Пирс поручил ему проконтролировать строительство акведука в Вашингтоне и расширение здания Капитолия; он энергично взялся за оба проекта, но тем не менее к моменту окончания его пребывания на посту министра ни один из них ещё не был завершён. Президентские полномочия Пирса закончились в 1857 году, и его сменил другой представитель Демократической партии Джеймс Бьюкенен. Поскольку это означало и окончание работы Дэвиса в качестве министра, он снова баллотировался в Сенат и 4 марта 1857 года был успешно избран, одержав уверенную победу и на внутренних выборах демократической фракции, и в контролируемом демократами законодательном собрании штата Миссисипи.

### Возвращение в Сенат
В 1840-е годы росла напряжённость между Севером и Югом по ряду вопросов, включая рабство. Поправка Уилмота в 1846 году способствовала усилению напряжённости, поскольку предлагала полностью запретить рабство на всех землях, приобретённых у Мексики. Политический компромисс 1850 года между Северными и Южными штатами принёс временную передышку. Однако уже в 1857 году дело Дреда Скотта против Сэндфорда, решение по которому узаконило бесправное положение негров, вызвало резкий общественный резонанс, и отношения между Севером и Югом снова начали накаляться. Всё больше стали говорить о выходе Юга из состава США, и эта опция в случае утверждения поправки Уилмота всерьёз обсуждалась на Нэшвиллском конвенте представителей девяти рабовладельческих штатов.
В начале 1858 года работа Дэвиса в Сенате была прервана по болезни. На почве простуды у него развились осложнения — сначала ларингит, временно лишивший его голоса, а затем язва роговицы, вторичная глаукома и кератит, причинявшие сильную боль и грозившие полной потерей левого глаза. Дэвис был вынужден в течение четырёх недель находиться в затемнённой комнате, ощупью находя грифельную доску и записывая на ней свои мысли. Лето 1858 года Джефферсон Дэвис провёл в Портленде штата Мэн. Четвёртого июля сенатор выступил с антисепаратистской речью на борту судна недалеко от Бостона. 11 октября в Фанел-Холл в Бостоне он вновь призывал к сохранению Союза. Вскоре после этого он вернулся к своим обязанностям в Сенате.
Позже в своих мемуарах «Взлёт и падение правительства Конфедерации» Дэвис объяснял, что поддерживал суверенитет любого из штатов и его неоспоримое право на выход из Союза. В то же время он советовал южанам не торопиться, потому что не верил в мирное осуществление подобного процесса. Будучи военным министром при президенте Пирсе, он также знал, что Югу не хватит сухопутных и военно-морских сил, чтобы защитить себя в случае войны. Однако после победы Авраама Линкольна на президентских выборах 1860 года события резко ускорились. 20 декабря 1860 года Южная Каролина приняла постановление об отделении, в Миссисипи повторили этот шаг 9 января 1861 года. Дэвис знал, что это случится, но ожидал официального уведомления. День, когда оно было получено, 21 января, он назвал «самым печальным днём своей жизни», выступил с прощальным обращением к Сенату, подал в отставку и вернулся в Миссисипи.

## Президент Конфедеративных Штатов Америки

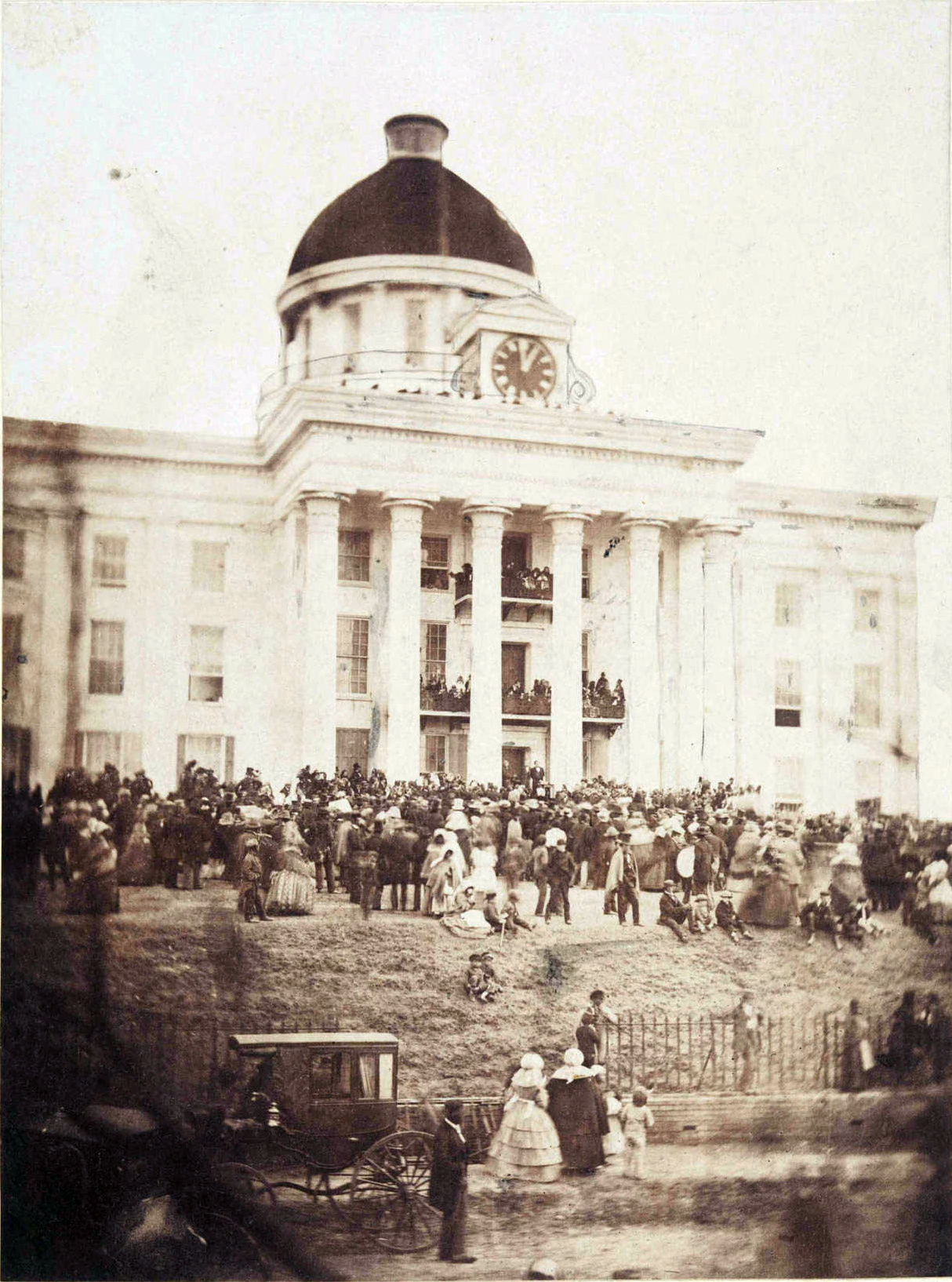
Присяга Джефферсона Дэвиса в качестве президента Конфедеративных Штатов Америки 18 февраля 1861 года на ступенях Капитолия штата Алабама

Дэвис решил, что будет полезен отделившемуся штату, поэтому послал телеграмму губернатору Миссисипи Джону Петтусу со следующими словами: «Решайте, где я нужнее для Миссисипи, и назначайте меня туда». 23 января 1861 года бывший сенатор стал генерал-майором вооружённых сил Миссисипи. 9 февраля конституционное собрание в Монтгомери предложило кандидатуры Джефферсона Дэвиса и Роберта Тумбса из Джорджии на пост президента. Дэвис, имевший широкую поддержку шести из семи южных штатов, легко выиграл эти выборы. Он рассматривался как «поборник рабовладельческого устройства общества и представитель плантаторского класса», поэтому и был единогласно избран президентом Конфедерации. 18 февраля 1861 года Дэвис вступил в должность. Вице-президентом был избран Александр Стивенс, но с ним новому президенту сработаться не удалось. С 1862 года Стивенс выражал несогласие с администрацией Дэвиса, в частности осуждал многие решения в годы войны, финансовую и налоговую политику, стратегию. С 1864 года он начал настаивать на установлении мира любой ценой, что окончательно испортило его отношения с Дэвисом.
Дэвис был избран на пост президента благодаря своему административному и военному опыту. Он знал, что его кандидатура всерьёз рассматривается как на эту должность, так и на место командующего вооружёнными силами Конфедерации, и в своём письме делегату конституционного собрания от Миссисипи указывал, что не будет отказываться ни от одного из этих постов, хотя и не рвётся ни на один из них. Его жена Варина позже писала, что когда Дэвис получил известие о том, что стал президентом, то выглядел настолько огорчённым, что она испугалась того, что в семье случилось какое-то несчастье; через несколько минут он разделил с ней новость таким тоном, как будто рассказывал о смертном приговоре.
К этому времени несколько фортов на территории Конфедерации всё ещё оставались в руках Севера. Дэвис направил своих представителей в Вашингтон с предложением выкупить федеральную собственность на землях Юга, однако Линкольн отказался встретиться с его делегацией. Краткое неофициальное обсуждение вопроса состоялось с госсекретарём Уильямом Сьюардом через судью Верховного суда Джона Кэмпбелла, уроженца Алабамы, который ещё не подал в отставку. Сьюард пообещал, что форт Самтер, контролирующий порт Чарлстона в Южной Каролине, будет эвакуирован, но не смог предоставить ни подробностей, ни гарантий того, что это будет сделано. Сам Линкольн, несмотря на советы Сьюарда и большинства других членов кабинета, был намерен оборонять форты, которые рассматривал как федеральную собственность, и согласился с идеей послать военный транспорт для усиления гарнизона форта Самтер.
1 марта 1861 года Дэвис назначил генерала Пьера де Борегара командовать войсками Конфедерации в районе Чарлстона. Важной задачей было занять форт Самтер. Борегар готовил войска, но надеялся избежать нападения на форт. В это время Линкольн отправил небольшую группу военных и транспортных кораблей из Нью-Йорка, чтобы пополнить запасы и укрепить форты Пикенс и Самтер. Ранее он обещал Дэвису не провоцировать боевые действия, но рассчитывал, что транспорт с продовольствием не станет толчком к их началу; если же южане откроют огонь по судам, всего лишь везущим «пищу для голодающих», вина за агрессию падёт на Конфедерацию, а военный флот, находящийся в готовности неподалёку, сможет помочь осаждённому форту.
Дэвис должен был принять одно из самых важных решений в своей карьере: допустить или нет усиление форта Самтер. Вместе со своим кабинетом президент решил потребовать капитуляции гарнизона до того, как придут транспорты с провиантом, пообещав применить военную силу в случае отказа. Борегару был отдан прямой приказ захватить форт силой, если гарнизон его не сдаст добровольно. Комендант Андерсон отказался сдаться, и 12 апреля 1861 года южане начали бомбардировку форта.  Через два дня Андерсон и его люди (всего 127 человек, включая гражданский персонал) сдались, хотя к этому моменту никто ещё не был убит. После захвата форта на севере и юге прошли массовые митинги в поддержку боевых действий, в южных штатах началась мобилизация добровольцев, а президент Линкольн созвал ополчение, чтобы двинуться на юг и вернуть федеральную собственность. Эта мера привела к тому, что ещё четыре штата — Виргиния, Северная Каролина, Теннесси и Арканзас — вышли из состава Союза и присоединились к Конфедерации.
К началу войны в штатах Союза проживал почти 21 млн человек, по сравнению с 9 млн жителей южных штатов. Промышленный потенциал Севера значительно превосходил возможности Конфедерации. На долю Севера в 1860 году приходилось более 90 % национального производства чугуна, локомотивов, оружия, одежды и обуви. Железнодорожная система также была значительно более развита на севере, по плотности вдвое превосходя южную. Почти все боеприпасы были у Севера, за исключением нескольких важных ингредиентов для производства пороха, оказавшихся у Юга (в частности, селитру северянам пришлось импортировать из-за границы). Союз обладал значительным флотом, противопоставить которому Конфедерация могла лишь несколько захваченных кораблей. Морская блокада сделала морские поставки Югу чрезвычайно сложными и дорогими. Со временем департаменту военной промышленности Конфедерации под руководством Джошайя Горгаса удалось поставить на поток производство вооружения и боеприпасов, обеспечив с избытком нужды армий, но отсутствие ремонтных мощностей и собственного производства железнодорожного состава по-прежнему влекли за собой быстрый износ железных дорог Юга и ухудшение коммуникаций, а снабжение провиантом оставалось проблематичным на протяжении всей войны.
В мае 1861 года, когда Виргиния присоединилась к Конфедерации, правительство переехало в Ричмонд. Президент с семьёй поселился в резиденции губернатора штата, ставшей «Белым домом» Конфедерации. Срок временного президентства Дэвиса истекал в феврале 1862 года, и 6 ноября 1861 года он был избран на полный шестилетний срок, вступив в должность 22 февраля, в день рождения Джорджа Вашингтона.
После переноса столицы КША в Ричмонд основным театром военных действий должно было стать узкое пространство между этим городом и Вашингтоном. Поэтому, несмотря на протесты губернаторов других штатов, чьи границы с Союзом практически оголялись во имя этой цели, в Виргинии были сконцентрированы крупные силы, первоначально в виде двух отдельных армий под командованием Борегара и Джозефа Джонстона. Эти армии, в состав которых входило соответственно около 20 и около 12 тысяч солдат, после успешных действий при Манассасе в Виргинии были сведены в одну, под началом Джонстона, а в июне 1862 года, когда Джонстон был ранен, командующим Северовирджинской армией, главной армией Конфедерации в боях Восточного театра Гражданской войны, был назначен генерал Роберт Ли. Ещё в марте планировалось назначение Ли главнокомандующим всеми армиями КША, но когда Конгресс, к этому моменту вступивший в стадию конфронтации с президентом, изменил законопроект, выводя носителя этой должности из-под личного контроля Дэвиса, тот счёл это покушением на свою власть и наложил вето). В декабре президент лично объехал войска Конфедерации в западной части страны. У Дэвиса было очень мало военных советников, и с первого дня на посту президента он фактически выступал в качестве собственного военного министра, а люди, возглавлявшие министерство, были низведены до роли простых секретарей. Через руки Дэвиса проходили все бумаги военного министерства в дополнение к его собственным, и в день он порой прорабатывал до двух сотен документов, в том числе связанных с самыми пустяковыми и рутинными делами, отказываясь делегировать полномочия из страха, что без его внимания какая-нибудь мелочь останется незамеченной. В значительной степени основные стратегические решения принимались им по своему усмотрению, хотя он и прислушивался к мнению генерала Ли. Учитывая ограниченные ресурсы Конфедерации по сравнению с Союзом и требования властей отдельных штатов обеспечить им защиту от потенциального вторжения войск Севера, Дэвис решил, что им предстоит в основном обороняться. Он придерживался оборонительной стратегии в течение всей войны, особенно уделяя внимание защите Ричмонда. Армия Юга переходила в наступление только в тех случаях, когда Дэвис полагал, что военный успех «преподаст урок надменному врагу» и заставит его искать мира; избранная им тактика растянутой обороны и редких наступательных действий в случае высокой вероятности успеха была им названа «наступательной обороной» (англ. offensive-defensive — название, позже закрепившееся среди историков). Однако ни в сражении при Энтитеме Мэрилендской кампании 1862 года, ни в битве при Геттисберге в 1863 году южанам победить не удалось. Более амбициозные наступательные действия в окрестностях Вашингтона и в Теннесси во второй половине 1864 года в итоге привели к практически полному уничтожению сил Конфедерации, в них участвовавших.

### Кабинет министров Дэвиса

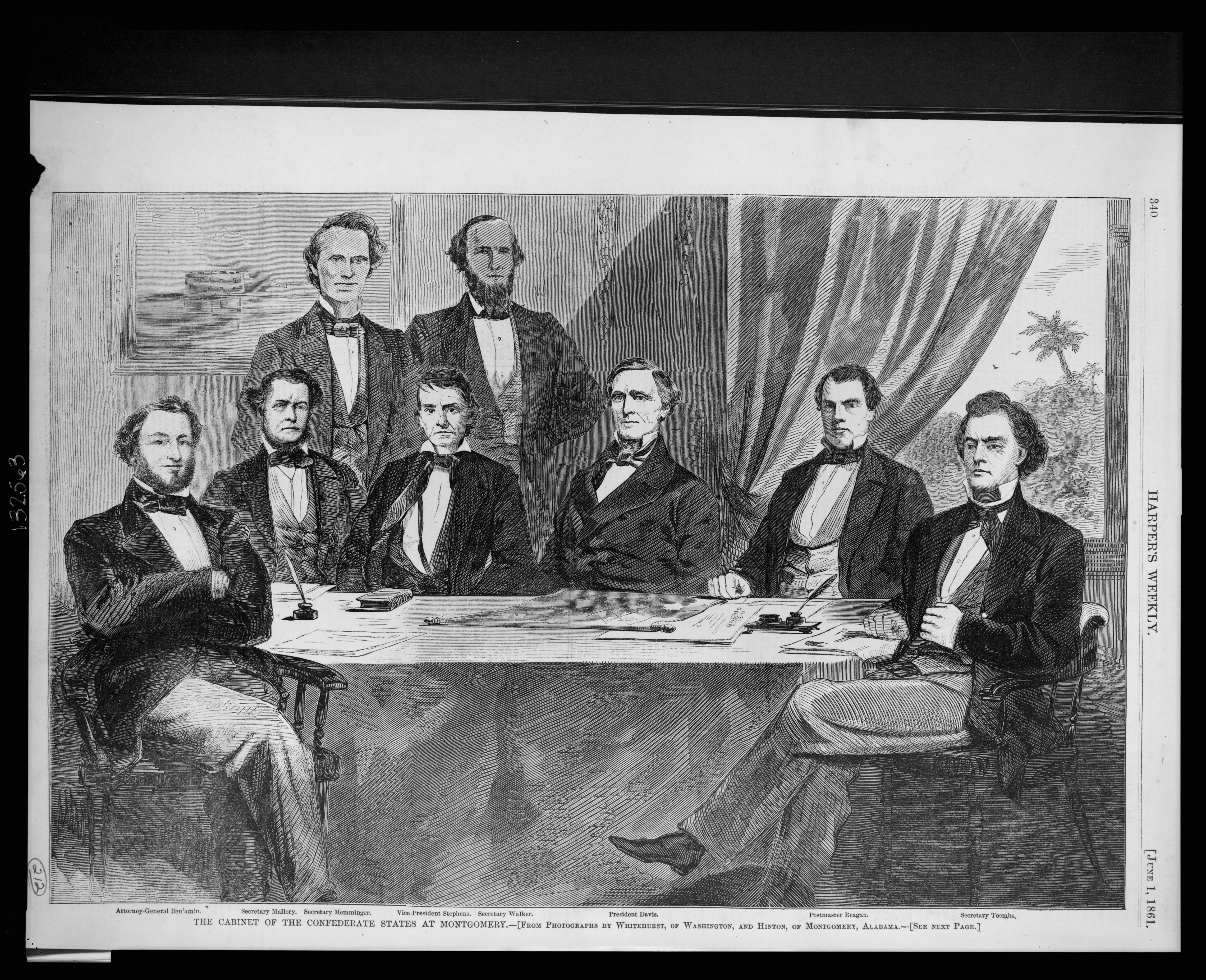
Кабинет министров Дэвиса. Слева направо: Джуда Бенджамин, Стивен Мэллори, Кристофер Меммингер, Александр Стивенс, Лерой Поуп Уокер, Джефферсон Дэвис, Джон Рейган, Роберт Тумбс

В 1861 году, ещё будучи временным президентом, Дэвис сформировал свой первый кабинет министров, состоявший из шести человек. Структура правительства соответствовала структуре кабинета министров США, за исключением министерства внутренних дел, которое для конфедератов символизировало излишнюю централизацию власти. Бывший сенатор США Роберт Тумбс из Джорджии стал первым госсекретарём, Кристофер Меммингер из Южной Каролины — министром финансов. Лерой Поуп Уокер из Алабамы получил должность военного министра по рекомендации Клемента Клэя и Уильяма Янси (оба отказались сами занять эту должность). Джон Рейган из штата Техас, прежде заседавший в Палате представителей США, оказался на должности генерального почтмейстера, экс-сенатор Джуда Бенджамин из Луизианы стал генеральным прокурором, а ещё один бывший сенатор, Стивен Мэллори из Флориды, был лично Дэвисом предложен и выбран на пост министра военно-морских сил.
Одним из важных факторов при выборе членов кабинета министров для Дэвиса было представительство различных штатов, и в его первом кабинете были люди из всех штатов Конфедерации, кроме его собственного. Отчасти выбор зависел от рекомендаций конгрессменов и некоторых влиятельных людей. Такое распределение помогало сохранять хорошие отношения между исполнительной и законодательной ветвями власти, но в то же время стало причиной недовольства, когда количество штатов Конфедерации превысило число министерских постов.
В ходе войны недовольство только нарастало, и в попытках с ним справиться состав кабинета Дэвиса часто менялся. Роберт Тумбс, который в своё время рассчитывал на пост президента, был недоволен своей должностью и ушёл в отставку спустя всего несколько месяцев после назначения. 25 июля 1861 года позицию госсекретаря занял Роберт Хантер из Виргинии. 17 сентября из-за конфликта с Дэвисом в отставку подал военный министр Уокер, сменив министерское кресло на непосредственное командование войсками в Алабаме. Джуда Бенджамин оставил пост генерального прокурора, чтобы заменить Уокера. Должность прокурора перешла к Томасу Брэггу из Северной Каролины.
К марту 1862 года Дэвис объявил постоянный состав кабинета министров. Бенджамин снова сменил пост, на этот раз перейдя на должность госсекретаря. Его уход из военного министерства был связан с недавним болезненным поражением в Северной Каролине, куда он отказался отправить подкрепления. Дэвис, доверявший Бенджамину, вынужден был принести его в жертву возмущению каролинских политиков, чтобы не акцентировать внимания на том факте, что лишних войск у Конфедерации и в самом деле не было. Военным министром стал Джордж Рэндольф из Виргинии. Мэллори остался министром военно-морских сил, Рейган — генеральным почтмейстером, и оба сохраняли за собой эти посты до самого конца войны. Кристофер Меммингер также сохранил за собой место министра финансов. Освободившееся кресло генерального прокурора занял Томас Уоттс из Алабамы.
В 1862 году Рэндольф подал в отставку с поста военного министра, жалуясь на невозможность работать под постоянным контролем президента; его сменил Джеймс Седдон из Виргинии. В конце 1863 года Уоттс ушёл с должности генерального прокурора, чтобы стать губернатором штата Алабама; Джордж Дэвис из Северной Каролины занял его место. В 1864 году Меммингер ушёл с поста министра финансов, который занял Джордж Тренхолм из Южной Каролины. В 1865 году оппозиция в Конгрессе вынудила уйти в отставку Седдона, после чего военным министром стал Джон Брекинридж из Кентукки.

### Стратегические ошибки
Большинство историков резко критикуют военные решения Дэвиса, назначение друзей (в частности, Леонидаса Полка и Теофилуса Холмса) на ответственные позиции, пренебрежение нарастающим кризисом в тылу, неготовность делегировать власть. Почти до самого конца войны Дэвис сопротивлялся попыткам назначить главнокомандующего армией, пытаясь исполнять его обязанности самостоятельно. 1 февраля 1865 года под сильным давлением законодателей Роберт Ли взял на себя эту роль, но было уже слишком поздно что-то исправить. По политическим соображениям Дэвис настаивал на равномерной защите всей южной территории. Это привело к распылению и без того ограниченных ресурсов Юга, а также сделало его уязвимым для согласованного наступления Союза на ослабленном Западном фронте (например, захват Нового Орлеана в начале 1862 года). Дэвис позволил Ли вторгнуться на север в 1862 и 1863 годах, в то время как западные армии оставались под сильным давлением. Ли проиграл битву при Геттисберге, осада Виксберга северянами закончилась успехом, Север также взял под свой контроль реку Миссисипи, разделив Конфедерацию на две половины. Неспособность координировать несколько сил с обеих сторон реки Миссисипи при осаде Виксберга в первую очередь стала следствием неспособности Дэвиса обеспечить межведомственные договорённости и заставить генералов Эдмунда Кирби Смита, Эрла Ван Дорна и Теофилуса Холмса работать вместе.
Дэвис обвинялся в плохой координации действий своих генералов и их взаимодействия друг с другом. В частности, он не сумел принять действенные меры для разрешения конфликта между своим другом генералом Леонидасом Полком и главнокомандующим Теннессийской армией Брэкстоном Брэггом, который в конечном итоге потерял контроль над собственными войсками и потерпел поражение в важном сражении. Дэвис заменил осторожного генерала Джозефа Джонстона на смелого и агрессивного до безрассудства Джона Худа, в результате чего была потеряна Атланта, а в конечном итоге, и вся армия.
Деятельность Дэвиса за пределами театра боевых действий вызывала многочисленные нарекания; даже друзья отрицательно отзывались о его стремлении лично контролировать каждое действие подчинённых. Экономические вмешательства, регулирование и государственный контроль рабочей силы, производства и транспорта в Конфедерации были намного более распространены, чем в Северных штатах. Дэвис, в довоенные годы создавший себе репутацию защитника суверенных прав штатов, в попытках мобилизовать достаточно сил для ведения войны фактически ввёл бо́льшую централизацию власти, чем та, против которой некогда протестовал. Обрушившись в своей инаугурационной речи на «тиранов» с Севера, нарушающих права гражданина и отправляющих несогласных в «Бастилии», Дэвис спустя короткое время и сам по предложению Конгресса отменил положения «habeas corpus» в Ричмонде и не препятствовал политическим репрессиям, проводимым его генералами в других штатах; подсчитано, что на территории Конфедерации было не менее четырёх тысяч политических заключённых.
Дэвис почти весь период пребывания на посту президента провёл в столице, где был постоянно завален бумагами. Не считая нескольких торопливых поездок по стране, доступ к нему имели лишь несколько человек. Простые граждане, интересами которых президент последовательно пренебрегал, сосредоточившись на ведении войны, постепенно теряли веру в его дело из-за постоянно ухудшающихся экономических условий. Газеты также не были сильно распространены, поэтому большинство населения Конфедерации практически не имело информации о президенте. Более того, газеты Юга, даже в дни войны отражавшие прежде всего партийные пристрастия своих владельцев, часто представляли читателям информацию в искажённом свете. Часть из них после начала поражений войск Конфедерации последовательно изображала Дэвиса как их главную причину и основное препятствие на пути к независимости южных штатов.
Для обеспечения военных расходов правительство Конфедерации, не желая вводить новые налоги, сначала выпустило облигации, которые, однако, не пользовались спросом у населения. Налоги были низкими, а европейских инвестиций было недостаточно. Поскольку война продолжалась, правительству Конфедерации и отдельным штатам приходилось печатать всё больше и больше бумажных денег. Инфляция возросла с 60 % в 1861 до 300 % в 1863 и достигла 600 % в 1864 году. Дэвис, однако, не осознавал полностью смысла происходящего в экономике. В апреле 1863 года нехватка продовольствия привела к беспорядкам в Ричмонде. Люди разграбили множество магазинов, пока Дэвис не восстановил порядок, с трудом избежав кровопролития.
Президент и вице-президент Стивенс находились в затяжном конфликте. Одновременно Дэвису приходилось преодолевать последовательное сопротивление ряда губернаторов — последние, защищая интересы своих штатов, на которые посягало центральное правительство, препятствовали сбору ополчения для армии Конфедерации, чем срывали мобилизационные планы Ричмонда. В особенности яростно противостояли президенту губернаторы Северной Каролины и Джорджии Зебулон Вэнс и Джозеф Браун.
Историки сходятся во мнении, что Джефферсон проявил себя в годы войны гораздо менее эффективным лидером, нежели его противник Авраам Линкольн, несмотря на свой обширный военный опыт. Дэвис предпочёл бы быть армейским генералом, поэтому даже в качестве президента он, как правило, решал все военные вопросы самостоятельно. Методы управления страной Линкольна и Дэвиса значительно отличались. Историк Уильям Купер так резюмирует различия между двумя президентами:

Линкольн был гибким; Дэвис — жёстким. Линкольн хотел выиграть; Дэвис хотел быть во всём правым. У Линкольна было широкое стратегическое видение целей Союза; Дэвис так и не смог расширить свою узкую перспективу. Линкольн искал хорошего генерала, а затем дал ему воевать по его усмотрению; Дэвис постоянно назначал фаворитов и без причин лез в дела своих генералов, даже Роберта Ли. Линкольн сплотил свой народ; Дэвису на Юге это не удалось.
Оригинальный текст (англ.)Lincoln was flexible; Davis was rigid. Lincoln wanted to win; Davis wanted to be right. Lincoln had a broad strategic vision of Union goals; Davis could never enlarge his narrow view. Lincoln searched for the right general, then let him fight the war; Davis continuously played favorites and interfered unduly with his generals, even with Robert E. Lee. Lincoln led his nation; Davis failed to rally the South.
— Уильям Купер
Но, помимо личности Дэвиса и Линкольна, имелось много других, более мощных факторов, способствовавших победе Севера над Югом. Дэвис с самого начала признавал, что Юг был в явно невыгодном положении, и его соратник Роберт Ли позже доказывал, что никто из известных ему деятелей на посту президента КША не добился бы большего, чем он. Тем не менее, по мнению Купера, в то время как действия Линкольна способствовали победе Севера, действия Дэвиса были одной из важных причин поражения Юга.

### Последние дни Конфедерации
В марте 1865 года была опубликована специальная директива, предусматривающая привлечение рабов в армию с обещанием свободы. Эта идея была выдвинута несколькими годами ранее, в самом начале войны, однако Дэвис, рассматривавший рабов исключительно как имущество, так и не воспользовался ей почти до самого конца, когда осуществлять её уже стало поздно. В итоге в армию Конфедерации удалось привлечь лишь незначительное количество рабов.
3 апреля, когда подразделения Потомакской армии под командованием Улисса Гранта уже были готовы захватить Ричмонд, Дэвис вместе с кабинетом министров эвакуировался в Данвилл, штат Виргиния. Спустя всего 40 часов после того, как Дэвис покинул город, Линкольн уже сидел в его кабинете в Ричмонде. С 3 по 10 апреля 1865 года Дэвис жил в доме Уильяма Сутерлина в Данвилле. Там 9 апреля Дэвис получил извещение о капитуляции Северовирджинской армии генерала Ли. Президент отправился на юг в Гринсборо, штат Северная Каролина.
14 апреля на Линкольна было совершено покушение, на следующий день президент умер. Дэвис выразил сожаление в связи с его смертью. Позже он добавил, что верил, что Линкольн был бы менее суров по отношению к Югу, нежели его преемник Эндрю Джонсон. Джонсон назначил награду в 100 тысяч долларов за поимку Дэвиса и обвинил его в организации убийства. По мере того, как сопротивление войск Конфедерации слабело, а военная структура разваливалась, всё больше сил северян направлялось на поиск Дэвиса.
Президент Дэвис провёл последнюю рабочую встречу с кабинетом министров 5 мая 1865 года в Вашингтоне, штат Джорджия, после чего официально распустил правительство Конфедерации. 10 мая в округе Ирвин Дэвис с женой были арестованы. Дэвис и его немногочисленные сопровождающие были окружены кавалерией северян на рассвете, и президент, ночевавший одетым, попытался прорваться через их кольцо, накинув на плечи принадлежавший Варине плащ, но был схвачен. Позже это стало основой для легенды о том, что Дэвис пытался бежать в женской одежде.

### Тюремное заключение

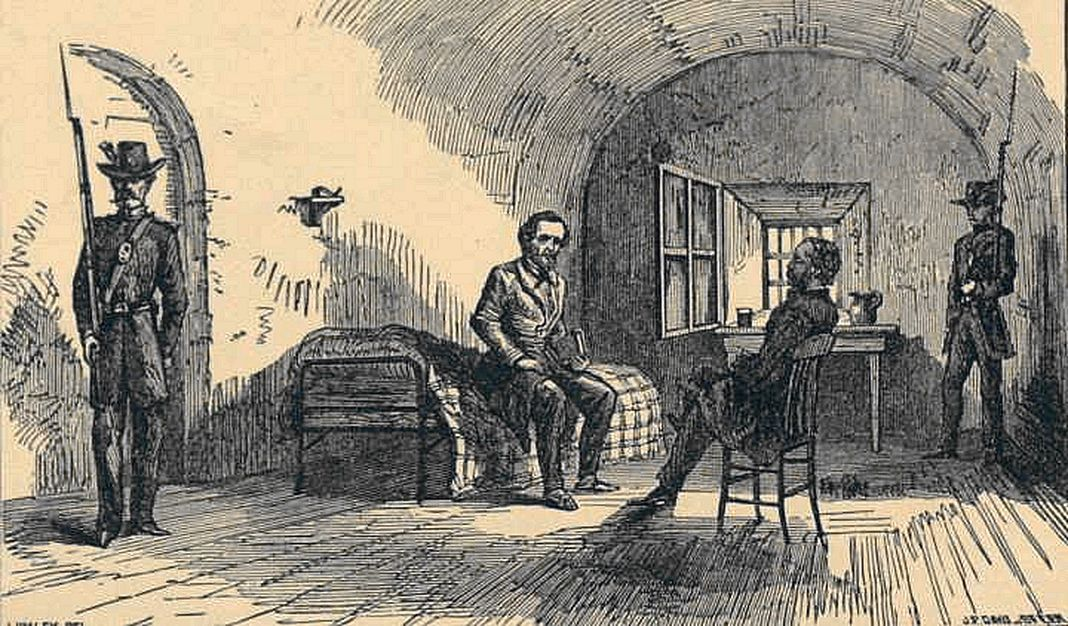
Джефферсон Дэвис в тюрьме

19 мая 1865 года Дэвис был заключён в каземат форта Монро на побережье Виргинии. По приказу коменданта форта Нельсона Майлза, убеждённого аболициониста, которого приводила в ужас мысль о возможном побеге Дэвиса и продолжении войны, он был прикован за ногу до тех пор, пока в каземате не была установлена новая, более надёжная дверь. К нему не пускали посетителей и не давали книг, за исключением Библии; его постельное бельё и одежду подолгу не меняли, переписка с женой досматривалась, чтобы удостовериться, что она касается только семейных тем. Здоровье Дэвиса ухудшилось, и лечащий врач Джон Крейвен предупредил, что жизнь заключённого в опасности; в октябре после получения разрешения из Вашингтона Дэвиса перевели из сырого каземата в более здоровое помещение.
Майлз был отозван из форта Монро в середине 1866 года, когда изменилась обстановка в Вашингтоне, после чего в условиях содержания Дэвиса наметились дополнительные улучшения. Его жене Варине и дочери Винни разрешили приехать к Дэвису, семья получила офицерскую квартиру. Дэвису было предъявлено обвинение в государственной измене; в команду адвокатов, готовивших его защиту, входили среди прочих экс-губернатор Мэриленда Томас Пратт и известный нью-йоркский политик-демократ Чарльз О’Конор, известный своими симпатиями к Югу. Было много споров по поводу того, следует ли судить бывшее правительство Конфедерации, особенно Джефферсона Дэвиса, за государственную измену. Однако кабинет президента Джонсона так и не пришёл к консенсусу по этому вопросу. В итоге никто не был осуждён за измену, так как в правительстве США пришли к выводу, что осуждение лидеров Юга будет препятствовать послевоенному примирению. После двух лет лишения свободы Дэвис был выпущен под залог. Он отправился в Монреаль к семье, которая переехала туда ранее, и жил в Канаде до 1868 года, посетив за это время Кубу и Европу. Формально обвинения против Дэвиса оставались в силе до 25 декабря 1868 года, когда он попал под президентскую амнистию Джонсона.

## Поздние годы

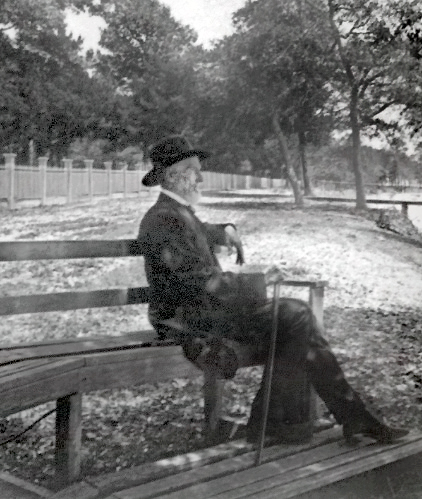
Джефферсон Дэвис, 1885 год

В 1869 году Дэвис стал президентом компании по страхованию жизни в Мемфисе, штат Теннесси, просуществовавшей до 1874 года. После смерти генерала Ли в 1870 году Дэвис проводил траурный митинг в Ричмонде. В 1875 году он снова хотел избираться в Сенат США, однако ему было отказано на основании третьего раздела четырнадцатой поправки к Конституции Соединённых Штатов, запрещавшей лицам, нарушившим присягу на верность США, занимать государственные посты (эта поправка была принята именно после Гражданской войны). От предложения стать первым президентом Сельскохозяйственного колледжа Техаса отказался уже сам Дэвис.
В период реконструкции Юга Дэвис публично не высказывал свои взгляды. Однако в частном порядке он выразил мнение, что военный и политический контроль федеральных властей и республиканцев над бывшими штатами Конфедерации несправедлив. Как и многие его современники, Дэвис сохранял убеждение, что чернокожие не могут иметь равные права с белыми. Историк Уильям Купер писал, что Дэвис верил в общественное устройство Юга, представляющее собой «демократическое государство белых, основанное на господстве над контролируемой чёрной кастой».
В 1876 году Дэвис способствовал развитию торговых отношений между США и Южной Америкой. На следующий год он посетил Англию. В том же 1877 году Сара Дорси, богатая вдова, которая слышала о его финансовых трудностях, пригласила Дэвиса пожить у неё в Билокси, штат Миссисипи. Она предоставила Джефферсону кабинет для работы и помогала ему в его работе над мемуарами. Будучи тяжело больной, в 1878 году Дорси написала завещание, в котором оставляла своё имение и 50 тысяч долларов Джефферсону и его дочери Винни. Дорси умерла в 1879 году. В течение следующих двух лет Дэвис завершил работу над мемуарами под названием «Взлёт и падение правительства Конфедерации».
Его книга, а также тёплые приёмы во время поездок в 1886—1887 годах восстановили его репутацию среди бывших конфедератов. Журнал «Meriden Daily» отметил, что в мае 1887 года в Новом Орлеане Дэвис призывал южан к единству. Он сказал: «Сейчас вы едины, и если Союз когда-либо будет нарушен, пусть это будет их вина». Дэвис заявил, что конфедераты успешно боролись за свои права во время гражданской войны, а историки Севера проигнорировали эту точку зрения. Дэвис был твёрдо убеждён, что создание Конфедерации не противоречило Конституции Соединённых Штатов. Бывший президент Конфедерации верил в процветание следующего поколения южан, убеждая их помнить об истории Конфедерации, но не давать прошлому диктовать то, как пойдёт их дальнейшая жизнь.
В октябре 1889 года Дэвис завершил писать мемуары под названием «Краткая история Конфедеративных Штатов Америки». 6 ноября он отправился на свою плантацию Брайерфилд. В Новом Орлеане Дэвис попал под дождь и серьёзно застудил грудь, прибыв на плантацию совершенно больным. В дальнейшем его состояние только ухудшалось, и 13 ноября он решил вернуться в Новый Орлеан. Варина Дэвис встретилась с ним на реке, а два врача, поднявшихся на борт несколько позже, обнаружили, что Дэвис страдает от острого бронхита, осложнённого рецидивом малярии. По прибытии в Новый Орлеан, Дэвис две недели оставался в постели. Некоторое время его состояние оставалось стабильным, однако в начале декабря резко ухудшилось. Вечером 5 декабря Дэвис потерял сознание, а в 12:45 в пятницу 6 декабря 1889 года умер в возрасте 81 года.

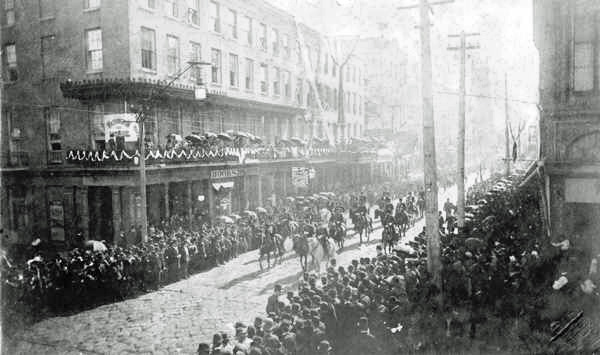
Похороны Джефферсона Дэвиса в Новом Орлеане

Его похороны были одними из крупнейших на Юге. Дэвис был погребён в гробнице Северовирджинской армии на кладбище Метэри в Новом Орлеане. В 1893 году супруга Дэвиса решила перезахоронить его. Тело Дэвиса было эксгумировано, доставлено в Ричмонд и с почестями предано земле на кладбище Холливуд-Семетри. При перезахоронении тело на один день выставлялось для прощания в Новом Орлеане, а по дороге в Ричмонд делались многочасовые остановки в столицах штатов Алабама, Джорджия и Северная Каролина, где в зданиях законодательных собраний к гробу экс-президента КША был открыт доступ посетителям.
17 октября 1978 года Конгресс постановил вернуть Дэвису американское гражданство.

## Наследие
За свою жизнь Джефферсон Дэвис успел побывать смелым и находчивым солдатом, активным и деятельным сенатором США, военным министром, плантатором и сторонником рабства, неэффективным военным лидером и президентом Конфедеративных Штатов Америки. После войны он способствовал примирению Юга с Севером, тем не менее, сохранив уважение со стороны южан.
В южных штатах имеется большое количество памятников Джефферсону Дэвису. Крупнейшим из них является бетонный обелиск высотой 107 м, расположенный в Государственном историческом музее Джефферсона Дэвиса в Фэрвью штата Кентукки, отмечающий место его рождения. Строительство памятника началось в 1917 году и было завершено к 1924 году. Стоимость проекта составила приблизительно 200 тысяч долларов. Памятник в Новом Орлеане был снесен в мае 2017 года.
В 1913 году ассоциация женщин-потомков ветеранов Конфедерации задумала строительство шоссе Джефферсона Дэвиса — трансконтинентальной автомагистрали, проходящую по южным штатам. Фрагменты этого шоссе в Виргинии, Алабаме и других штатах до сих пор носят имя Джефферсона Дэвиса.
Дэвис был изображён на нескольких почтовых марках, выпущенных Конфедерацией, в том числе на самой первой марке 1861 года. В 1995 году его портрет появился на почтовой марке США, одной из 20 марок серии, посвященной празднованию 130-летия окончания Гражданской войны. Дэвис изображен на банкнотах КША достоинством 50 долларов (3-й и 7-й выпуски), а изображение его бюста размещено на купюре достоинством 50 центов (7-й выпуск). Кроме того, Дэвис присутствует на барельефе «Мемориал Конфедерации» на горе Стоун-Маунтин. Барельеф изображает троих лидеров Конфедеративных Штатов Америки: президента Джефферсона Дэвиса, генералов Роберта Ли и Томаса Джексона на их любимых лошадях. Барельеф возвышается над основанием горы на 120 м, вся композиция имеет площадь около 12 000 м², размеры фигур вместе с лошадьми составляют 28 м в высоту и 59 м в длину.
В 1998 году в Бовуаре, особняке, в котором Дэвис жил после войны, было завершено создание Президентской библиотеки Джефферсона Дэвиса. В течение нескольких лет этот особняк также служил «Домом ветеранов Конфедерации». Дом и библиотека были повреждены ураганом Катрина в 2005 году. В 2008 году дом снова открылся.
Университет Райса запустил специальный проект «The Papers of Jefferson Davis», целью которого является публикация документов, связанных с Дэвисом. С начала 1960-х годов уже было опубликовано 13 томов, первый из которых вышел в 1971 году, а последний в 2012 году; ещё два тома готовятся к выпуску. Всего в архивах проекта около 100 000 документов.
В нескольких штатах отмечается «День рождения Джефферсона Дэвиса». 3 июня, в день его рождения, этот праздник отмечается во Флориде, Кентукки, Луизиане и Теннесси; в Алабаме празднуется в первый понедельник июня. В Миссисипи последний понедельник мая (День памяти) отмечается как «Национальный День памяти и День рождения Джефферсона Дэвиса». В Техасе 19 января, в день рождения Роберта Ли, празднуется «День героев Конфедерации». До 1973 года там также 3 июня отмечался день рождения Джефферсона Дэвиса, однако позже он был совмещён с днём рождения Ли.
Некоторые формы увековечения памяти о Дэвисе вызывают полемику на разных уровнях власти, в их числе шоссе «Washington State Route 99», которое носит имя Джефферсона Дэвиса. В 2002 году палатой представителей в Вашингтоне было предложено лишить дорогу этого имени. Тем не менее сенат штата Вашингтон позже отменил это решение. В 2011 году совет виргинского округа Арлингтон проголосовал за изменение названия Старого шоссе Джефферсона Дэвиса в округе. Тем не менее имя сохранилось, так как только Генеральная ассамблея Виргинии может изменить его.

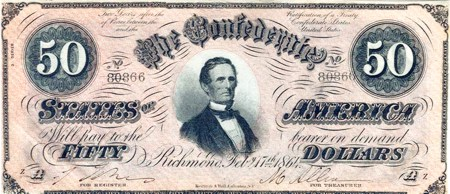
50 долларов КША образца 1864 года с портретом Дэвиса
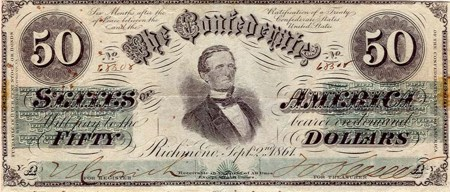
50 долларов КША образца 1861 года с портретом Дэвиса
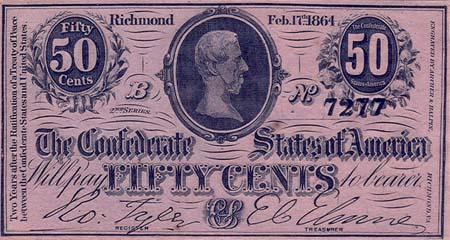
50 центов КША образца 1864 года с изображением бюста Дэвиса
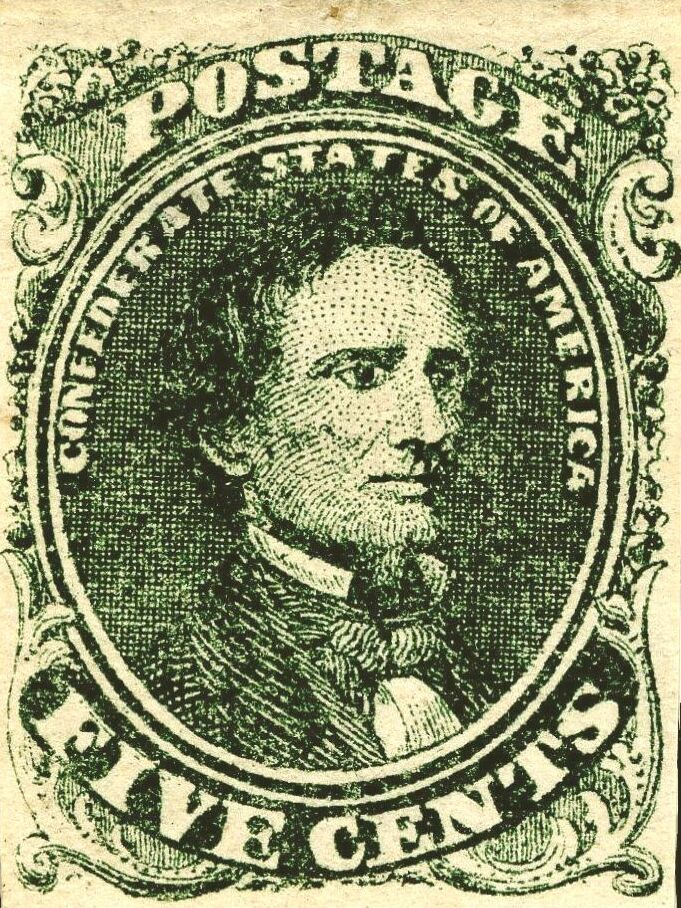
5-центовая марка с изображением Дэвиса